# Cinema Bizarre
Pour les articles homonymes, voir Bizarre.
Cinema Bizarre, se résumant parfois simplement à ses initiales, CB en Europe, ou CinBiz aux États-Unis, est un groupe de synthpop allemand originaire de Berlin et actif de 2005 à 2010.
Issu de la nouvelle vague ayant vu renaître le rock allemand à partir de 2005, Cinema Bizarre se démarque toutefois de ses homologues Tokio Hotel ou LaFee par ses textes chantés en anglais plutôt que dans leur langue natale. Ses membres se distinguent par leur look excentrique inspiré par le visual kei : ils arborent maquillage, vêtements et coiffures extravagants leur donnant une allure androgyne.

## Biographie

### Débuts (2005–2007)
Kiro, Strify et Yu se rencontrent en 2005 à l'Animagic, célèbre salon manga/animation, qui rassemble tous les adeptes européens de bandes dessinées et de musique japonaises. Les deux autres membres sont contactés par le biais d'Internet. L'alchimie entre les cinq garçons, qui avaient déjà tous participé à différents projets musicaux, les pousse tout de suite à monter un groupe ensemble. Si, au début, ils optent pour « Bizarre » comme nom de groupe, revendiquant ainsi leur différence, ils trouvent que ce nom avait un goût de trop peu. Ils rajoutent alors « Cinema », car ils veulent donner à leurs fans du spectacle - comme un show pyrotechnique ou autres effets spéciaux. Ils sont également tous fans de cinéma. Le visuel fait entièrement partie du groupe. L'origine du nom du groupe vient aussi du Cinéma des années 1950. C'était le début du cinéma étrange, fantastique tel que Nosferatu et autres. Les costumes de ces films sont « bizarres » (d'où le nom).
Il n'aura pas fallu longtemps à Cinema Bizarre pour se faire des contacts et obtenir un contrat. Malcolm McLaren, l'un des inventeurs du punk et manager des Sex Pistols, également collaborateur de longue date de la créatrice Vivienne Westwood, les contacte depuis l'Angleterre et leur propose d'écrire une chanson. Il s'est aussi empressé de contacter par téléphone Cinema Bizarre après les avoir découvert sur Internet. Au printemps 2007, le groupe commençait l'enregistrement de son premier album dans plusieurs studios entre Berlin, Londres, Copenhague et Stockholm.

### Final AttractionetToyZ(2008–2009)
Le 6 mars 2008, ils participent avec le morceau Forever or Never au Concours Eurovision de la chanson 2008 représentant l'Allemagne. Leur premier album, Final Attraction, sort le 24 mars 2008 en France, et atteint la 28e place des ventes d'albums. Après un Final Attraction Tour à travers l'Europe, le groupe fait la première partie de la tournée The Fame Ball Tour de Lady Gaga, et termine sa visite aux États-Unis par quelques concerts en tête d'affiche. Le 17 mars 2009, ils lancent un EP exclusivement en Amérique, contenant deux chansons de leur album : Lovesong (They Kill Me) et Escape to the Stars (Rough Edge Remix). 
Luminor quitte le groupe avant la fin de la tournée Final Attraction Tour pour des raisons de santé et à cause de tensions au sein du groupe le 27 novembre 2008, mais certaines personnes disent que le groupe l'a un peu poussé à partir. Les membres sont restés très évasifs à ce propos, souhaitant sans doute faire un trait sur le passé,. Il entame une carrière solo, et se produit plus tard avec le groupe italien DNR. Il effectue également quelques featuring avec Nik Page. En 2013, il revient sur la scène grâce à la collaboration avec le chanteur italien Roberto Romagnoli.
Le 12 avril 2020, Luminor meurt d'une overdose de calmants dans son appartement à Cologne, à l'âge de 35 ans. C'est sa mère qui a annoncé la nouvelle sur Facebook.
Cinema Bizarre sort un deuxième album, ToyZ, le 21 août 2009 en Europe. Le 25 août, ils sortent son équivalent américain, intitulé Bang!, et contenant notamment un titre exclusif. Le groupe coréen SHINee reprend leur chanson Forever or Never dans l'album Amigo (Repackage Album), chanté en coréen.

### Séparation (2010)
Le 21 janvier 2010, le groupe publie un communiqué sur différentes plateformes (notamment Facebook et Myspace), annonçant un « break commençant en 2010. » Depuis lors, Strify commence une carrière solo sous le nom de Jack E. Strify, Shin se change en Mr. Hangover et Romeo et Yu commencent à jouer dans un nouveau groupe, Rouge Morgue, mais celui-ci ne dure pas. 
Le groupe se sépare, Romeo ne donnant aucune nouvelle pendant longtemps. Mais il réapparait au sein d'un nouveau groupe, Romeo Nightingale, avec un EP qui s'intitule The Black Rose. Kiro se produit actuellement sous le nom de Kiroyall en Russie avec Shin (Mr Hangover). Ils sont tous les deux DJ. Strify sort un remix de Blasphemy nommé (It Is) Blasphemy featuring Junior Caldera, tube qui marche car on l'entend très souvent à la radio, puis trois autres chansons avec l'aide de Mr. Hangover appelé Brave New World, Sanctuary et Halo (We're the Only One). Yu est en pleine collaboration avec DNR (Dreams Not Reality) pour un concert à Tokyo, qui avait déjà, collaboré avec Luminor en 2009, pour une série de dates en Europe. Yu Phoenix fonde le duo Monochrome Heart en 2012 avec Sebastiano Serafini, et compte déjà deux singles.

## Thèmes et slogans
Être soi-même - et plus largement la différence -, l’amour sous toutes ses formes (amitié, amour interdit, etc ...) Leur message est : « Sois ce que tu veux être, vis comme tu l’entends, aime ta vie et profites-en, sois positif ! ». De plus leur devise est Style is war. De manière littérale, cela veut dire « Le style est la guerre », car ils ont dû se battre pour se faire accepter tel qu'ils sont, et encouragent leurs fans à faire de même. Cela transparait assez clairement dans leur musique[réf. nécessaire].
Avec le second album, de nouveaux slogans voient le jour, tels que « Spread the Bizarreness » (« Propage le fait d'être bizarre ») qui complète le « Stay Bizarre » déjà culte auprès des fans. On retrouve ici l'idée de différence, de « bizarrerie » qui fait que chacun est unique. On trouve également « We are all ToyZ » (« Nous sommes tous des jouets ») qui est aussi le nom donné à la tournée 2009-2010. Il s'explique, selon Strify, par une vérité simple : « nous sommes tous des jouets, que ce soit les jouets de quelqu'un ou de quelque chose[réf. nécessaire]. »

## Membres

### Derniers membres
- Strify (Sebastian Andreas Hudec) - chant (né le 20 août 1988 à Villigen Schwenningen. Strify vient du personnage Cloud Strife du jeu vidéo Final Fantasy VII)
- Yu (Dirk Hannes De Buhr) -  guitare (né le 29 décembre 1988 à Sulingen. Yu vient d'un de ses amis qui l'appelait Yuki, ce qui a fini par donner Yu)
- Kiro (Kristian Carsten Schäfer) -  basse (né le 11 janvier 1988 à Birkenfeld. Kiro vient de la peluche Firo de Strify. Il a remplacé le F par le K de son vrai prénom)
- Shin (Tim Marcel Gothow) - batterie (né le 12 décembre 1989 à Berlin)
- Romeo (Romeo Tobias Kohl) - claviers (né le 4 août 1988 ; devenu membre officiel du groupe après le départ de Luminor)

### Ancien membre
- Luminor (Felix Lars Falkowsky) - claviers, chœurs (sur Final Attraction ; né le 22 mars 1985 à Neunkirchen et mort à Cologne le 12 avril 2020)

## Discographie

### Albums studio
| 2007 | Final Attraction - Sortie : 12 octobre 2007 - Format : CD                       | 09 | 24 | 52 | 28 |
| 2009 | ToyZ - Sortie : 21 août 2009 - Format : CD                                      | 03 | 54 | 66 | 44 |
| 2009 | Bang! - Premier album pour les États-Unis - Sortie : 25 août 2009 - Format : CD | -  | -  | -  | -  |

### Singles
| Année | Titre                              | Meilleure position | Meilleure position | Meilleure position | Album            |
| Année | Titre                              | ALL                | AUT                | FRA                | Album            |
| ----- | ---------------------------------- | ------------------ | ------------------ | ------------------ | ---------------- |
| 2007  | Lovesongs (They Kill Me)           | 9                  | 01                 | 28                 | Final Attraction |
| 2007  | Escape to the Stars                | -                  | 61                 | -                  | Final Attraction |
| 2008  | Forever or Never                   | -                  | 71                 | -                  | Final Attraction |
| 2009  | I Came 2 Party (feat. SpaceCowboy) | 32                 | 71                 | -                  | ToyZ             |
| 2009  | My Obsession                       | 32                 | 71                 | 04                 | ToyZ             |